# Trachylepis sparsa
Espèce
Synonymes
- Mabuya striata sparsa Mertens, 1954
- Mabuya sparsa Mertens, 1954

Trachylepis sparsa est une espèce de sauriens de la famille des Scincidae.

## Répartition
Cette espèce vit au sud de la Namibie, dans le district de Kgalagadi au Botswana et dans la province de Cap-Nord en Afrique du sud.

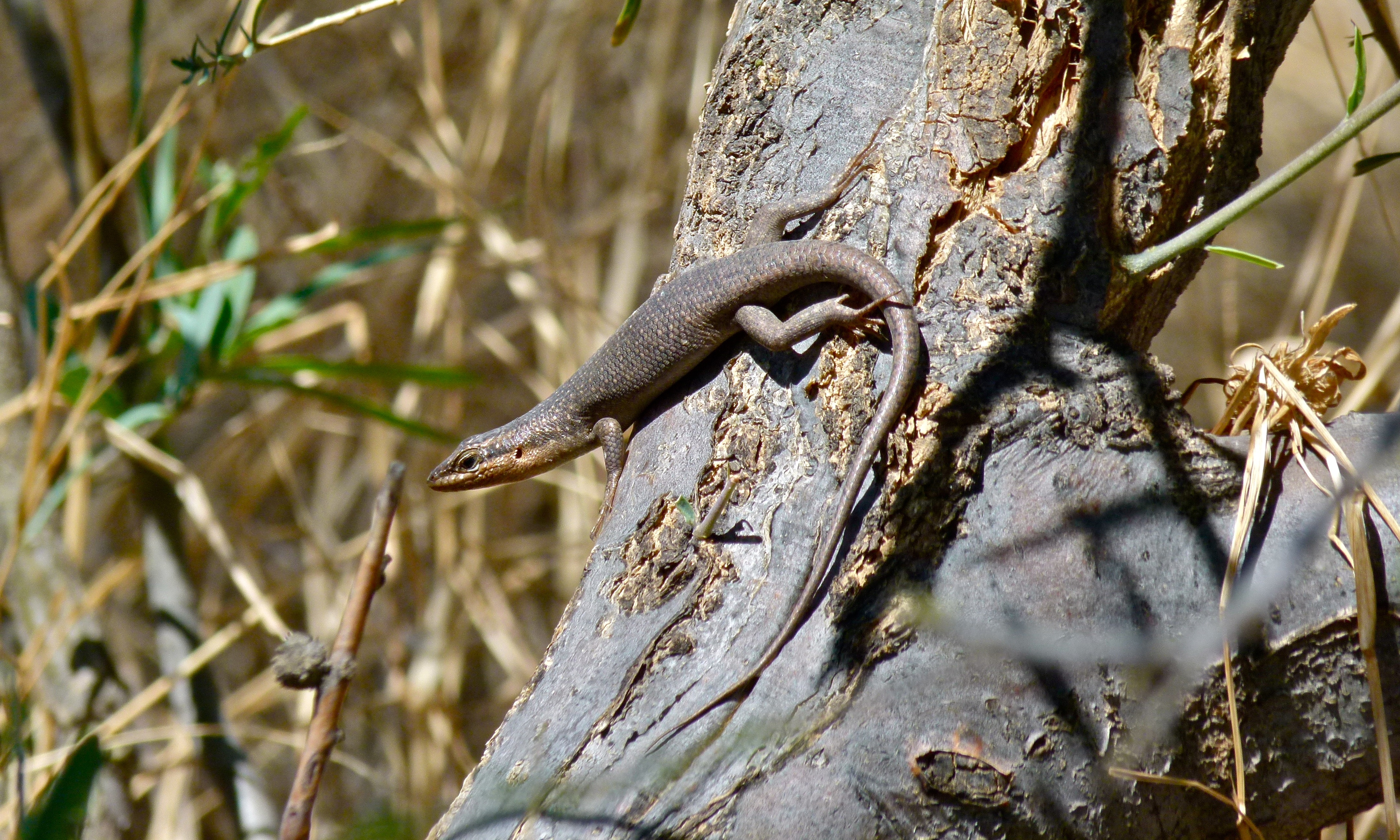

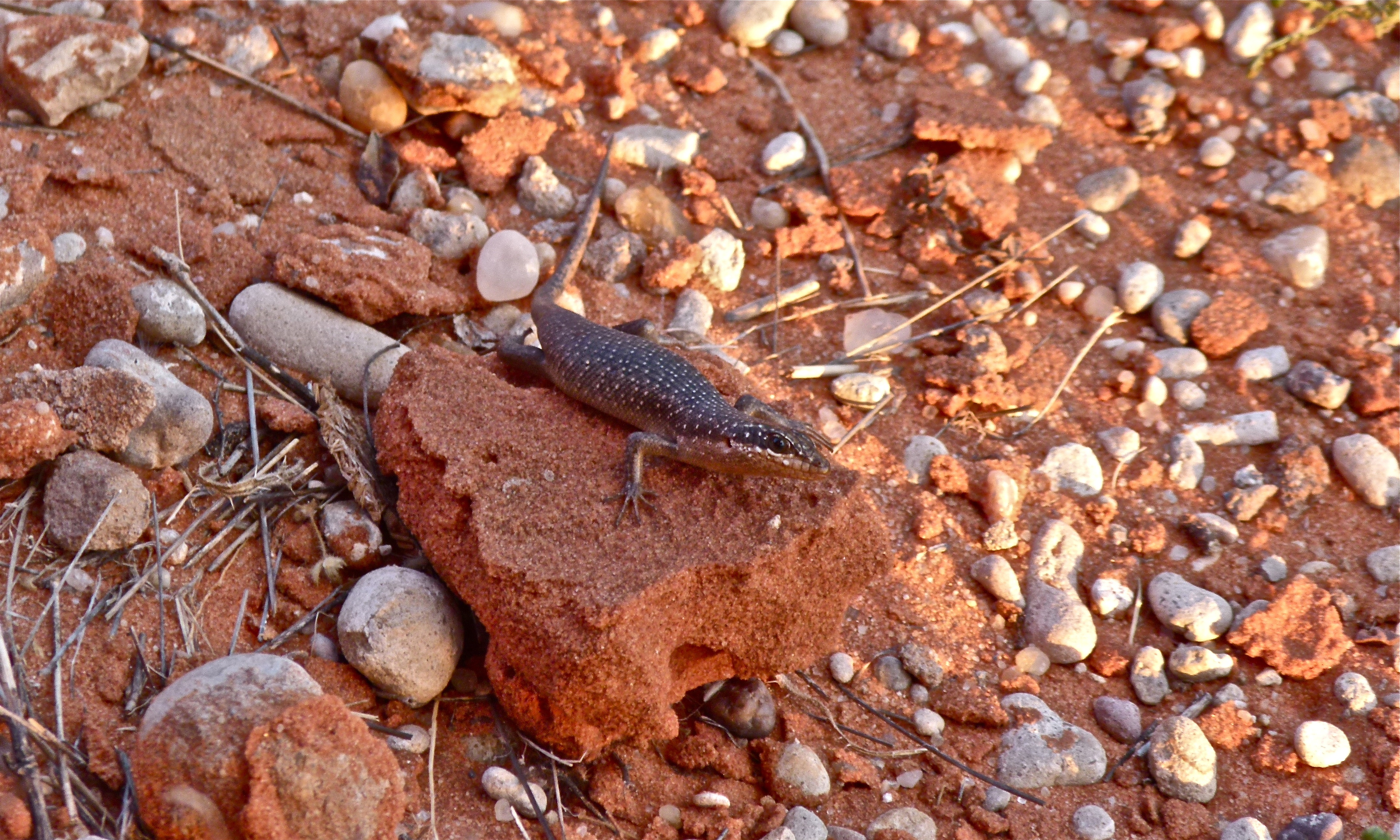

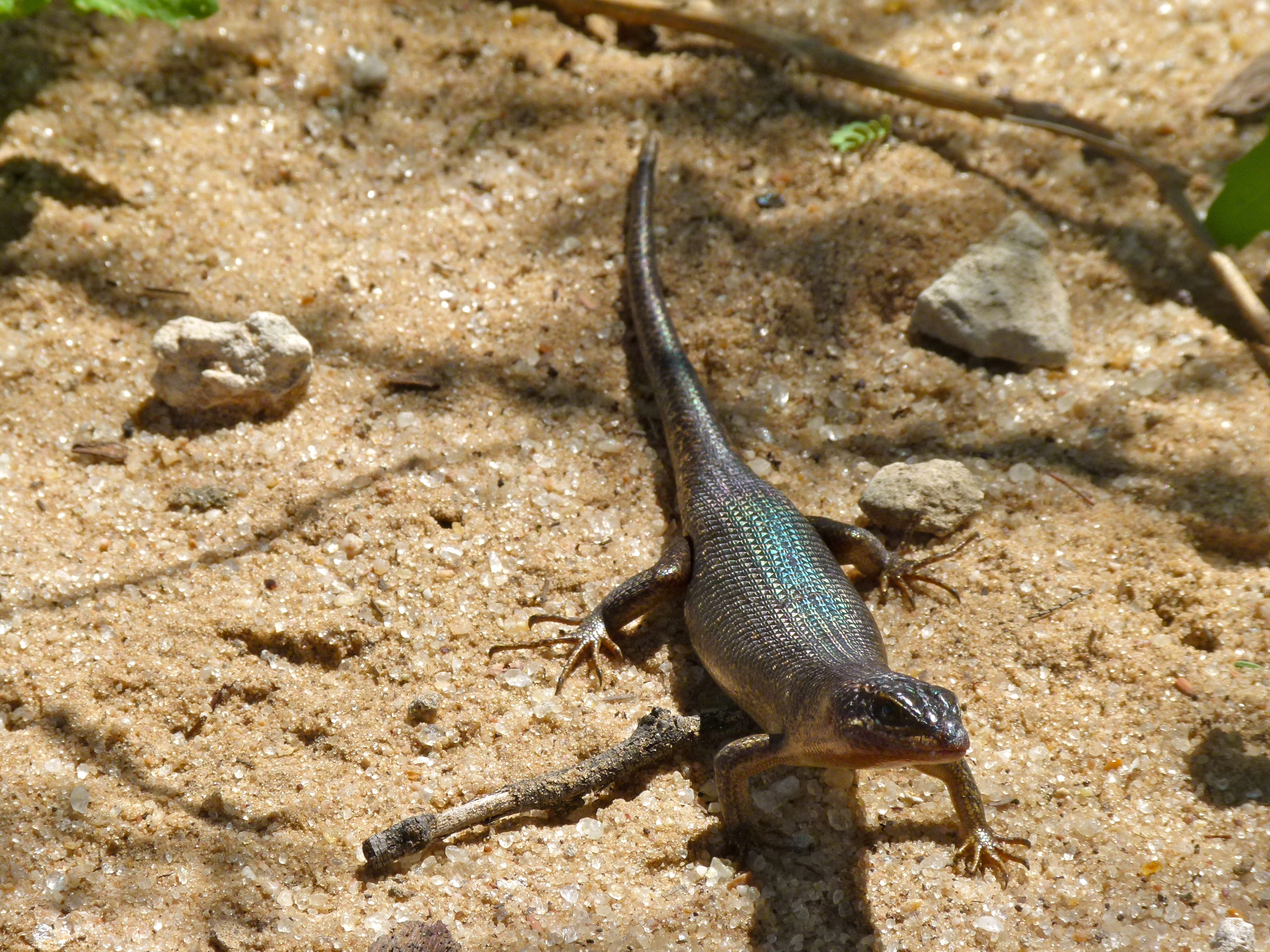
Trachylepis sparsa (Parc transfrontalier de Kgalagadi, Afrique du Sud)

## Publication originale
- Mertens, 1954 : Neue Eidechsen aus Südwest-Afrika. Senckenbergiana, vol. 34, p. 175-183.